# Ceriterde
Ceriterde ist ein Sammelbegriff für die Oxide einer Reihe chemischer Elemente aus der Gruppe der Lanthanoide, benannt nach dem ersten Element dieser Reihe, dem Cer. Sie umfasst Oxide der Elemente der Ordnungszahlen 58 bis 64: Cer, Praseodym, Neodym, Promethium, Samarium, Europium und Gadolinium. Die nachfolgenden Lanthanoid-Oxide werden analog als Yttererden bezeichnet. Alle Lanthanoide wiederum gehören zur Gruppe der Metalle der Seltenen Erden.

## Geschichte
Anfang des 19. Jahrhunderts entdeckte der schwedische Chemiker Jöns Jakob Berzelius in einer Ceritprobe eine bis dahin unbekannte Erde, die er analog zur untersuchten Probe als „Ceriterde“ bezeichnete. Seinem Schüler Carl Gustav Mosander gelang ab Ende der 1830er Jahre die weitere Analyse und Aufschlüsselung dieser und weitere Verbindungen aus der Reihe der Cerit- und Yttererden in die chemischen Elemente der Lanthanoide.

## Vorkommen
Unter allen Lanthanoiden sind die Ceriterden deutlich häufiger als die Yttererden. Dabei ist Cer die am häufigsten vorkommende seltene Erde, an zweiter Stelle folgt Neodym. Europium, die seltenste Erde, ist in der oberen Erdkruste mengenmäßig etwa so häufig wie Silber und immer noch häufiger als Gold oder Platin anzutreffen.